# Hughes Springs, Texas
Hughes Springs là một thành phố thuộc quận Cass, tiểu bang Texas, Hoa Kỳ. Năm 2010, dân số của xã này là 1760 người.

## Dân số
- Dân số năm 2000: 1856 người.
- Dân số năm 2010: 1760 người.